# Tignécourt
Tignécourt é uma comuna francesa na região administrativa de Grande Leste, no departamento de Vosges. Estende-se por uma área de 18,97 km². Em 2010 a comuna tinha 110 habitantes (densidade: 5,8 hab./km²).